# 196-й отдельный батальон связи
196-й отдельный батальон связи — воинское подразделение в  вооружённых силах СССР во время Великой Отечественной войны. Во время ВОВ существовало 3 подразделения с аналогичным наименованием.

## 196-й отдельный батальон связи (127ЛГСК)
В действующей армии с 16.03.1943 года по 15.11.1944 года и с 16.02.1945 по 11.05.1945 года.
Переформирован 16.03.1943 из 29-го отдельного батальона связи резерва Карельского фронта
Входил в состав 127-го лёгкого горнострелкового корпуса

## 196-й отдельный батальон связи (96АБ)
В действующей армии с 25.06.1941 года по 15.09.1941 года
Входил в состав 96-й авиационной базы 30-го района авиационного базирования.

## 196-й отдельный батальон связи (145СД)
В действующей армии с 22.06.1941 года по 10.05.1943 года
Входил в состав 145-й стрелковой дивизии.
10.05.1943 года переформирован в 196-ю отдельную роту связи.